# Leonhard Ragaz
Leonhard Ragaz (Tamins, 28 luglio 1868 – Zurigo, 6 dicembre 1945) è stato un teologo, giornalista e politico svizzero.
Svolse il ministero di pastore evangelico per molti anni, fu uno dei fondatori del Socialismo cristiano svizzero, intrecciando la fede cristiana e la passione per la giustizia sociale.
(Leonhard Ragaz)

## Infanzia e studi teologici
Leonhard Ragaz nacque a Tamins, un villaggio del cantone svizzero dei Grigioni, in un'epoca in cui le popolazioni alpine ancora non conoscevano il fenomeno dell'industrializzazione.  Quarto degli otto figli di una coppia di modesti contadini, nato e cresciuto in un contesto socio-culturale segnato dalle istituzioni comunitarie tradizionali delle valli retiche, Ragaz conobbe fin dall'infanzia un sistema sociale di stampo cooperativo: gran parte del suolo era di proprietà pubblica, molti compiti venivano svolti in comune e annualmente ad ogni famiglia – anche alle più povere – veniva assegnata una parcella di terreno.  Tutto ciò avrebbe fatto sorgere in lui una grande fiducia nelle possibilità offerte da un socialismo istituzionalizzato, da una democrazia comunitaria viva e dal federalismo.
Dopo gli anni della scuola di base, Ragaz decise di dedicarsi agli studi teologici, anche perché in quell'ambito accademico sarebbe stato più facile ottenere una borsa di studio.  Dopo alcuni periodi trascorsi a Basilea, Jena e Berlino, a ventidue anni divenne pastore di Flerden, una parrocchia rurale del Grigioni. Successivamente fu eletto primo pastore a Coira, e nel 1903 venne chiamato al duomo di Basilea.   Nel 1901 aveva sposato l'insegnante e attivista politica grigionese Clara Nadig.
Fino a quel momento il pastore Ragaz non si distingueva molto dagli altri teologi liberali del suo tempo, godendo anche di un certo successo e popolarità.

## Il lavoro come pastore a Basilea e gli anni di insegnamento a Zurigo
L'incontro con una città industriale come Basilea però, lo stava per segnare profondamente, e la lotta di classe, che stava raggiungendo un livello cruciale, lo costrinse a una presa di posizione.  Durante la quaresima del 1903 era nato un conflitto tra imprenditori edili da una parte e muratori e manovali dall'altra: gli operai rivendicavano una riduzione dell'orario lavorativo e un aumento dello stipendio. Uno sciopero di grandi dimensioni venne sciolto con l'intervento delle truppe di polizia cantonale, e gli operai dovettero arrendersi. La domenica dopo Pasqua, Ragaz, dal suo pulpito al duomo di Basilea, predicò su Matteo 22,34-39, il doppio comandamento dell'amore a Dio e al prossimo. In quella occasione Ragaz affermò che la questione operaia era il problema più urgente del suo tempo: «Il cristiano deve sempre schierarsi dalla parte del debole, dalla parte di coloro che nella lotta sociale tendono verso l'alto. Il cristiano deve sapere che siamo fratelli, … non deve solo guardare a se stesso e pretendere che Dio guardi a tutti gli altri, ma riconoscere che come figli di Dio siamo responsabili gli uni degli altri».  Per la prima volta Ragaz esprimeva anche la convinzione che nel movimento operaio si manifestasse una forma, inconsapevole e forse persino istintiva, di Cristianesimo.
Al periodo di Basilea risalgono i due volumi di sermoni "Dein Reich komme" (Venga il tuo regno) e la raccolta di preghiere "Zuflucht zu Gott" (Rifugiarsi in Dio).
Chiamato a Zurigo, nel 1908, come professore di teologia sistematica e pratica, Ragaz tenne corsi sulla filosofia della religione, sull'etica sociale, su cristianesimo e questione sociale.  Nel 1913 entrò nella Socialdemocrazia svizzera, suscitando un enorme scandalo.

## La scelta del pacifismo e la rinuncia alla carriera accademica
L'inizio del primo conflitto mondiale, nel 1914, venne considerato da Ragaz come un giudizio pronunciato sulla società capitalista e militaristica, ma anche sulla Chiesa imborghesita e fin troppo leale nei confronti dello Stato. Da quel momento in poi, Ragaz, già scelto come comandante dei cadetti e cappellano militare, divenne uno dei punti di riferimento del movimento pacifista svizzero.
Gli anni della guerra, 1914-1918, rappresentarono un momento importante nella sua opera politica e impressero al suo pensiero teologico una impronta definitiva (molto simile a quella che ne ebbe anche il pensiero di Karl Barth): il regno di Dio non è una dimensione interiore o un concetto trascendente, ma una reale trasformazione della società e una liberazione dei poveri.  Mentre l'opinione pubblica in Svizzera si divideva in una deriva di simpatie e appoggi ai diversi contendenti in conflitto (si parlò persino di una rottura del "Consenso federale"), ed emergevano differenti solidarietà nazionali in ragione della prossimità  culturale, linguistica e politica (a favore dell'Italia in Canton Ticino e nelle valli italofone del Grigioni, germanofila nella Svizzera tedesca, francofila nella Svizzera romanda), Ragaz cominciò a denunciare l'assurdità della guerra.  Si iscrisse ai Comitati per la Pace e sostenne gli obiettori di coscienza sia politici che religiosi.  Fu un difensore dell'adesione svizzera alla Società delle Nazioni, anche se in seguito l'impotenza della Società di fronte alle aggressioni italiane, tedesche e giapponesi, avrebbe messo a dura prova la sua fiducia nell'istituzione di Ginevra.
Nel 1920 Ragaz pubblicò la lezione Die pädagogische Revolution (La rivoluzione pedagogica), in cui presentava un modello permeabile di formazione, in cui si cercasse di tenere unite la teoria e la prassi, l'università e la scuola professionale.
In gioventù, Ragaz aveva dapprima al Grütli (una organizzazione operaia patriottica svizzera intitolata all'omonimo monumento nazionale naturale), di cui condivideva i principi di cooperativismo e mutualismo, per poi intraprendere un cammino del tutto personale e nuovo. Egli arrivò così ad auspicare un socialismo simile a quello di Proudhon, fondato sull'associazione di individui e sulle cooperative di produzione e di consumo. Il capitalismo era visto da lui come il regno di Mammona, che conduceva alla distruzione dell'attività creatrice di Dio, della vera libertà individuale ma anche delle antiche solidarietà comunali e federali.  In questo senso, con Ragaz abbiamo anche un superamento del Cristianesimo sociale della fine del XIX secolo, in quanto questo movimento si caratterizzava per una presa di posizione sostanzialmente anti-socialista.  Ragaz distingueva socialismo e marxismo, e del marxismo apprezzava il suo afflato messianico più che la sua pretesa scientifica: per lui il marxismo non era una scienza, bensì una profezia.  Allo stesso modo, la lotta di classe non poteva essere tollerata come programma, bensì soltanto come scelta provvisoria, poiché il socialismo non poteva assumere di sé quella carica di violenza, sia pure rivoluzionaria, che apparteneva ancora al "vecchio mondo".
Offeso dalla lentezza con la quale le chiese protestanti prendevano coscienza della questione sociale, nonché dai generici appelli che pastori e teologi rivolgevano ai padroni perché avessero carità verso i loro operai (e agli operai perché obbedissero sempre ai padroni), Ragaz sperimentava una sfiducia sempre maggiore nelle istituzioni ecclesiali, ma nutriva anche la fervida attesa di un rinnovamento comunitario e sociale del cristianesimo.  La sua critica alla chiesa, alla teologia e al cristianesimo borghese, lo spinsero ben presto a percepire la contraddizione tra le sue convinzioni e il suo stato privilegiato di teologo accademico; perciò nel 1921, all'età di cinquantatré anni e senza il diritto ad una pensione, si dimise dalla cattedra zurighese e si trasferì alla Gartenhofstrasse, nel quartiere operaio di Zurigo-Aussersihl, dove fondò l'accademia popolare "Educazione e formazione".  Da allora in poi, Ragaz si guadagnò da vivere con le modeste entrate provenienti dal suo lavoro giornalistico e dalle conferenze che teneva.

## Il lavoro come giornalista e animatore politico
Dopo la grande svolta del 1921, Ragaz concentrò la propria attività su tre filoni principali, tutti slegati dalla attività pastorale e dall'insegnamento teologico: la formazione operaia, il socialismo e la pace mondiale.  A partire da quell'anno, egli non volle più predicare in una chiesa: i suoi contributi, pubblicati sulla rivista Neue Wege (Strade nuove), furono per molti anni la sua testimonianza teologica.
Ragaz presentò ampiamente la sua posizione sul socialismo nello scritto Von Christus zu Marx, von Marx zu Christus (Da Cristo a Marx, da Marx a Cristo, del 1929): la tesi di fondo dei quattro discorsi contenuti nel libro era che socialismo e cristianesimo sono in realtà una cosa sola, come due metà di un unico anello, e il regno di Dio li comprende entrambi, perché l'attesa del regno di Dio è attesa di un nuovo cielo e una nuova terra nei quali abiti la giustizia.  Il cristianesimo abituale, che invece vede solo il nuovo cielo e si accontenta della terra vecchia, è politicamente conservatore o addirittura reazionario: esso cerca Dio senza cercare il suo regno, diventando così oppio dei popoli, e rigetta gli impulsi provenienti dal flusso ardente del regno di Dio.  Così, per esempio, quando nel 1525 Lutero si pronunciò contro la rivoluzione dei contadini, l'anello che univa socialismo e cristianesimo venne definitivamente spezzato.  Secondo Ragaz, il reale cristianesimo e il vero socialismo dovevano unirsi in un socialismo etico, in cui materialismo ed idealismo si riferissero l'uno all'altro in una dialettica bipolare.
Nel periodo tra le due guerre, Ragaz continuò ad essere il principale esponente del movimento pacifista svizzero.  Dopo avere giurato a se stesso, nell'agosto del 1914, di impegnarsi definitivamente per l'educazione alla pace, mantenne la sua promessa fino alla fine. Il pacifismo di Ragaz, però, era tutt'altro che politicamente neutrale: egli lottava per ottenere delle istituzioni soprannazionali ancorate nel diritto internazionale e per garantire la pace a livello mondiale; in casi estremi, avrebbe anche acconsentito ad una polizia per la pace della Società delle Nazioni.
Con grande chiaroveggenza, già nel 1922, prima della marcia su Roma, definiva il fascismo italiano «un cesarismo plebeo» e una forza solo apparentemente rivoluzionaria che in realtà le classi dominanti stavano utilizzando per congelare la situazione presente.  Nel 1923, dieci anni prima della presa di potere da parte di Hitler, Ragaz scriveva: «Se costui salirà al potere in Germania, assisteremo a un massacro degli Ebrei di tipo medioevale.  Come nel Medioevo, ci sarà una croce su questo massacro, ma non sarà la croce cristiana, sarà la croce uncinata». Egli affermò sempre l'incompatibilità di fondo tra cristianesimo e nazismo, denunciando la connivenza delle chiese verso il regime di Hitler.
Nel suo centro di formazione a Zurigo, Ragaz dibatteva questioni sociali, giuridiche e politiche. Durante le discussioni di gruppo, anche i libri e i personaggi biblici venivano attualizzati nel contesto contemporaneo.  Il suo caratteristico approccio ai testi biblici era quello di combinare l'interpretazione storico-critica con la storia contemporanea: soprattutto durante gli anni della seconda guerra mondiale questo modo di leggere la Bibbia portava speranza e consolazione a molte persone, ma metteva anche in guardia di fronte ai pericoli politici che si correvano in quegli anni bui.
In molti suoi articoli Ragaz prese anche posizione sul delicato argomento della questione ebraica.  Come cristiano, egli rifiutava qualsiasi attività missionaria verso gli ebrei; con grande lungimiranza condannò la notte dei cristalli del 1938, definendolo atto barbarico. Avvertendo chiaramente l'avvento della "soluzione finale" nazista, Ragaz accolse nel suo centro numerosi profughi ebrei e instaurò con loro un rapporto di dialogo e amicizia.  Emblematico è il volume, pubblicato nel 1942, Israel, Judentum, Christentum (Israele, Giudaismo, Cristianesimo).
Aderente all'ala sinistra del partito Socialista Svizzero, contraria alla guerra, Ragaz osservò attentamente gli sviluppi del conflitto in Russia e riconobbe i pericoli dei regimi totalitari anche di stampo sovietico: socialismo e violenza, nella sua analisi, si escludevano a vicenda.  Già nel 1919 Ragaz aveva pubblicato, con un gruppo di amici, un programma socialista nel quale prendeva posizione contro il socialismo totalitario e in favore del cooperativismo e della formazione.  Quando nel 1935 il Partito Socialista Svizzero aveva adottato una posizione favorevole al riarmo nazionale, anche in considerazione della persecuzione che i socialisti conoscevano nella Germania nazista, Ragaz e la moglie lasciarono il partito; Ragaz affermava però polemicamente: «Io resto socialista».
Sin dall'inizio del secondo conflitto mondiale, in Svizzera entrò in vigore la censura, sottoposta al ministero della difesa. I commenti aperti di Ragaz sulla situazione attuale, nella sua rivista Neue Wege, non passarono inosservati e le minacce ufficiali che gli venivano rivolte culminarono presto nella censura del periodico. Ragaz interruppe la pubblicazione della rivista e cominciò a spedire le proprie riflessioni, meditazioni bibliche e commenti politici, in busta chiusa alla sua cerchia di lettori.

## La morte e l'eredità culturale
Negli ultimi anni della sua vita, Ragaz si dedicò anche alla redazione di un commentario a tutti i libri della Bibbia (Die Bibel: eine Deutung). Contemporaneamente, nel 1944-1945, redasse due monografie sulle parabole e sul sermone sul monte. Il filo rosso che percorreva tutte queste opere era chiaro: «il messaggio del regno di Dio e della sua giustizia per la terra».
Ragaz fece a tempo a vedere la fine della guerra, la vittoria delle democrazie e la fondazione delle Nazioni Unite. Commentò tutti questi eventi nella sua rivista, ormai riaperta e liberata dalla censura. Il 7 dicembre 1945, all'età di settantasette anni, morì per un arresto cardiaco.
Leonhard Ragaz lasciò una grande eredità letteraria che comprende, oltre alle annate di Neue Wege, settanta libri e scritti indipendenti, a volte scritti insieme con il suo compagno di lotta, il pastore Hermann Kutter.  Una particolare miniera di materiale è costituita dai circa cinquemila manoscritti di lezioni e altri appunti.
Oggi quasi dimenticato in Svizzera, pressoché sconosciuto all'estero, il teologo Ragaz è stato riscoperto dai movimenti cristiani di impegno politico del Sessantotto.  Ancora oggi, il suo pensiero continua ad essere studiato ed approfondito nelle università di Cuba. I rappresentanti della teologia della liberazione in America Latina hanno riconosciuto in Ragaz un loro precursore.

## Opere di Ragaz in lingua italiana
- L. Ragaz, Socialismo e violenza, Olten, Troesch, 1919.
- L. Ragaz, La nuova Svizzera, Lugano-Bellinzona, Grassi, 1919.
- L. Ragaz, Il sermone sul monte, introduzione di Giovanni Miegge, Milano, Edizioni di Comunità, 1963.
- La fede dei socialisti religiosi: antologia di testi, a cura di Wolgang Deresch, Milano, Jaca Book, 1974. (Reperibile in  Google Books[collegamento interrotto]).
- L. Ragaz, Il regno di Dio nella Bibbia, traduzione note e commento di Lorenzo Scornaienchi, Prefazione di Paolo Ricca, Doxa Editrice, Cosenza,2016.